# Martí Vergés
Martí Vergés (8. března 1934 Vidreres – 17. února 2021, Viladecans) byl španělský fotbalista, záložník.

## Fotbalová kariéra
Hrál za España Industrial a FC Barcelona, s FC Barcelona získal 2 mistrovské tituly a dvakrát vyhrál španělský fotbalový pohár. Byl členem španělské reprezentace na mistrovství světa ve fotbale 1962, nastoupil ve 2 utkáních. Za reprezentaci Španělska nastoupil v letech 1956–1962 ve 12 utkáních a dal 2 góly. V Poháru mistrů evropských zemí nastoupil ve 12 utkáních a dal 2 góly, v Poháru vítězů pohárů nastoupil ve 3 utkáních a ve Veletržním poháru nastoupil ve 36 utkáních a dal 2 góly a pohár třikrát s FC Barcelona vyhrál.

## Ligová bilance
| Ročník                   | Zápasy | Góly | Klub              |
| ------------------------ | ------ | ---- | ----------------- |
| Segunda División 1953/54 | 6      | 0    | España Industrial |
| Segunda División 1954/55 | 23     | 1    | España Industrial |
| Segunda División 1955/56 | 30     | 1    | España Industrial |
| Primera División 1956/57 | 21     | 1    | FC Barcelona      |
| Primera División 1957/58 | 25     | 1    | FC Barcelona      |
| Primera División 1958/59 | 10     | 2    | FC Barcelona      |
| Primera División 1959/60 | 17     | 5    | FC Barcelona      |
| Primera División 1960/61 | 26     | 0    | FC Barcelona      |
| Primera División 1961/62 | 13     | 4    | FC Barcelona      |
| Primera División 1962/63 | 16     | 1    | FC Barcelona      |
| Primera División 1963/64 | 12     | 0    | FC Barcelona      |
| Primera División 1964/65 | 28     | 0    | FC Barcelona      |
| Primera División 1965/66 | 20     | 1    | FC Barcelona      |
| CELKEM Primera División  | 188    | 15   |                   |